# Jörg Haider
Jörg Haider (Bad Goisern am Hallstättersee, 26 de enero de 1950-Klagenfurt, 11 de octubre de 2008) fue un político austriaco, primero presidente del FPÖ (Freiheitliche Partei Österreichs, entre 1986 y 2000) y después, desde 2005 hasta su muerte, líder del partido BZÖ (una escisión del FPÖ).
Haider se opuso a la inmigración y también al bilingüismo en el sur de Carintia, donde vive una comunidad eslovena. En los años ochenta se opuso a la integración de las comunidades germano y eslovenoparlantes en las escuelas de primaria. En 2001 el Tribunal Constitucional austríaco ordenó que se usaran tanto la lengua alemana como la eslovena en señales toponímicas de tráfico en aquellas áreas de Carintia con un diez por ciento al menos de población eslovenoparlante. Haider, en vez de poner señales bilingües, ordenó la retirada de algunas señales que ya existían, lo que llevó a protestas de la minoría eslovena. En 2006, Haider movió personalmente varios metros la señal de Bleiburg (Pliberk, en esloveno) en el sureste de Carintia como respuesta a la decisión del Tribunal Constitucional de que la señal, escrita sólo en alemán, era inconstitucional.

## Biografía
Los padres de Haider fueron nacionalsocialistas. El padre, Robert Haider, se afilió al Partido Nacionalsocialista en 1929 a los quince años de edad, cuatro años antes de que Adolf Hitler llegara al poder en Alemania.
Jörg Haider se doctoró en Derecho en 1973 por la Universidad de Viena.
Con una gran fortuna personal, disfrutaba de un estilo de vida lujoso, viajaba en Porsche 911 y helicópteros, se juntaba con multimillonarios, tenía algunos gastos personales pagados por su partido y lucía un enorme vestuario. También poseía una finca de 1600 hectáreas en Carintia.

### Líder del FPÖ
A través de su familia, implicada desde hace tiempo en la extrema derecha, se relacionó con el líder del Partido de la Libertad de Austria (FPÖ) Friedrich Peter, lo que le llevó a unirse al Círculo de la Juventud Liberal, la organización juvenil del partido, en 1969. Allí ganó rápidamente ascendencia con la ayuda de una revista que había financiado un industrial, Harald Prinzhorn.
A partir del congreso del Partido de la Libertad de Austria (FPÖ) en 1986, Haider pasa a liderar el partido, desbancando al más moderado Norbert Steger, vicecanciller y ministro de Comercio en el gabinete socialdemócrata de Franz Vranitzky. En el congreso, la lista de Haider se impuso con el 57 % de los votos, por encima del 39 % de Steger, partidario de hacer un Partido Liberal más moderado, en consonancia con otros liberales europeos. El nuevo liderazgo de Haider supuso el fin, y la caída del gobierno, de la alianza entre socialdemócratas y liberales, al considerar los primeros inasumibles las tesis nacionalistas de Haider.
En las elecciones parciales en tres provincias de 1989, su partido fue considerado el gran beneficiado al arrebatar Carintia a los socialdemócratas e impedir una nueva mayoría absoluta de los democristianos en Salzburgo. Tras estas elecciones Haider se convirtió en gobernador de Carintina, manteniendo el cargo hasta 1991, gracias al apoyo de los democristianos locales. De nuevo ocuparía el puesto de 1999 hasta su muerte.
En el año 1999 se convierte en candidato importante a Bundeskanzler (canciller federal, o primer ministro de Austria) para el 2000, pero la Unión Europea exige a Austria que cancele su nominación debido a sus tendencias de ultraderecha, hecho que se efectúa.
Como gobernador de Carintia, llevó a cabo en 2007 la privatización del banco Hypo Group Alpe Adria. Partidario de una lucha muy firme contra la inmigración, en 2008 hizo encerrar a los solicitantes de asilo en un centro aislado en medio de los alpinos, y vigilado por milicias privadas, con el pretexto de que algunos de ellos eran sospechosos de delitos menores.

### Líder de la BZÖ
En 2005 Haider fundó el partido Unión por el Futuro (BZÖ) para desmarcarse del gobierno federal de Austria. Después de las elecciones federales en 2006, el FPÖ y el BZÖ están en el parlamento en Viena, y en las anticipadas de 2008 ambos partidos cosechan unos excelentes resultados, pasando el BZÖ del 4 % al 11 % y el FPÖ del 11 % al 18 %. 
Tras su muerte fue sustituido al frente del partido por el antiguo portavoz Stefan Petzner, a quien el mismo Haider había situado como su sucesor. Sin embargo, después de las declaraciones de Patzner sobre una supuesta relación homosexual entre él y Haider, el BZÖ decidió cambiar de jefe, colocando como sucesor de Haider a Josef Buchner.

### Fallecimiento
Falleció el 11 de octubre de 2008 a los cincuenta y ocho años de edad en las cercanías de Klagenfurt al salirse de la carretera el automóvil oficial Volkswagen Phaeton que conducía bajo intoxicación etílica, cuando circulaba a 142 km/h en un tramo de carretera limitado a 70 km/h. La fiscalía de Carintia descartó «cualquier otra especulación sobre las causas de su muerte».
Las primeras informaciones apuntaban a que acababa de abandonar una fiesta en un club nocturno llamado Le Cabaret. Poco después de conocerse el fallecimiento, se distribuyeron unas fotografías de Jörg Haider acompañado de una invitada a la fiesta, en la localidad de Velden, hacia Bärental, a su casa familiar, donde al día siguiente iba a celebrar el 90.º cumpleaños de su madre.
Según los datos facilitados por su sucesor en el partido, Stefan Petzner, el análisis forense reveló que Haider conducía, en el momento de su muerte, con una tasa de alcoholemia de 1,8 g por litro de sangre, el triple de la permitida para conducir en el país. Pese a las declaraciones de Petzner, y las realizadas anteriormente por la fiscalía de Carintia que descartaba cualquier especulación sobre el accidente, la viuda de Haider cuestionó la versión oficial y a las autoridades encargadas de ella. Pese a todo, el abogado de la familia afirmó que «nadie cree en un atentado».
Está enterrado en la parcela familiar en el cementerio de Bärental, en Klagenfurt.

## Ideología y controversias
Jörg Haider se había hecho conocido en toda Europa por su política de defensa nacional y en contra de las escuelas eslovenas y las señales de tráfico bilingües (Carintia tiene una gran minoría eslovena). También fue autor de declaraciones que pretendían minimizar las responsabilidades de Austria en la caza de judíos durante la Segunda Guerra Mundial, de alabanzas a la política económica de Adolf Hitler y de elogios a los veteranos de las Waffen-SS, así como de campañas islamófobas, racistas y xenófobas.
Atacó a la ganadora del Premio Nobel de Literatura, Elfriede Jelinek, calificando su obra de "degenerada " .
Pero a los ojos de muchos austriacos, aparecía como el defensor del pueblo frente a las élites vienesas o bruselenses.
El exdirector del banco bávaro BayernLB, Werner Schmidt, admitió en octubre de 2014 en sede judicial que había sobornado a Haider. Para convencerle de que facilitase la compra del banco austriaco Hypo Alpe Adria por parte del BayernLB, una filial del BayernLB patrocinó equipos de fútbol del Estado por valor de 2,5 millones de euros.